# Das Buch des Lasters
Das Buch des Lasters è un film muto del 1917 diretto da Otto Rippert.

## Produzione
Il film fu prodotto da Erich Pommer per la Decla-Film-Gesellschaft Holz & Co.

## Distribuzione
Il visto di censura del film fu concesso nel luglio 1917.